# Composers Concordance
Die Composers Concordance, Inc. ist ein US-amerikanisches Unternehmen. Sitz der Vereinigung ist New York City. Es wurde 1983 von den Komponisten Patrick Hardish und Joseph Pehrson gegründet. Concordance dient der Verbreitung zeitgenössischer Musik, vorrangig amerikanischer Komponisten. Berater der Organisation wurde wenig später Otto Luening, der Pionier der elektroakustischen Musik in den USA. Der Musikverleger William Holab schloss sich der Gruppe 1984 an und stellte Kontakte zur Edition Peters her. Ab 1994 wurde das Musikmagazin New Music Connoisseur wichtiger Partner. 1999 fand der Komponist William Rhoads Zugang zur Concordance. Durch die engen Verbindungen zum Columbia-Professor Dinu Ghezzo wurden weitere Spielstätten in New York (u. a. an der Columbia University und am Hunter College) erschlossen. Später schlossen sich die jungen Komponisten Dan Cooper, selbst Assistent von Luening, und Gene Pritsker an. 2009 trug die Organisation Konzerte im Chelsea Art Museum aus. Zu den Förderern der Vereinigung gehören die BMI und ASCAP Stiftungen sowie der New York State Council on the Arts. Wichtige Berater der Composers Concordance sind heute Leo Kraft, Charles Bornstein, Leonard Lehrman und Raoul Pleskow. Die Verantwortlichen gründeten 2010 ihr eigenes Label.